# جوفرویل
جوفرویل (به لاتین: Joffreville) یک منطقهٔ مسکونی در ماداگاسکار است که در آنتسینانا دوم واقع شده‌است. جوفرویل ۳٬۵۳۲ نفر جمعیت دارد و ۶۳۴ متر بالاتر از سطح دریا واقع شده‌است.